# Dante Bonfim Costa Santos
Dante Bonfim Costa Santos (Salvador, 18 de outubro de 1983) é um futebolista brasileiro que atua como zagueiro. Atualmente joga pelo Nice.

## Carreira

### Início
Dante começou sua carreira com a Catuense em 1998, ainda passou pelo Galícia e Capivariano. Trabalhou duro, viajou por todo o Brasil para ir atrás de peneiras em várias equipes, chegando a atuar de lateral esquerdo e volante. Quando tudo estava quase perdido, lhe foi oferecido um contrato como profissional no Juventude, milhares de quilômetros longe de sua casa. Em dois anos (2002 a 2004) pelo clube de Caxias do Sul, mostrou o futebol que iria consagrá-lo nos anos seguintes. Em janeiro de 2004 foi contratado pelo Lille, onde jogou com pouca frequência. Assim, em janeiro de 2006 acertou com o modesto Sporting de Charleroi. Depois de um ano mudou-se para o Standard de Liège e conquistou o Campeonato Belga nas temporadas 2007–08 e 2008–09.
Em 25 de dezembro de 2008, o brasileiro foi contratado pelo Borussia Mönchengladbach, da Alemanha. As partes celebraram um contrato até 30 de junho 2013. Em 6 de junho de 2010, estendeu esse contrato para o meio de 2014. Dante pode ser utilizado tanto como zagueiro central e zagueiro pela esquerda.

### Borussia Mönchengladbach

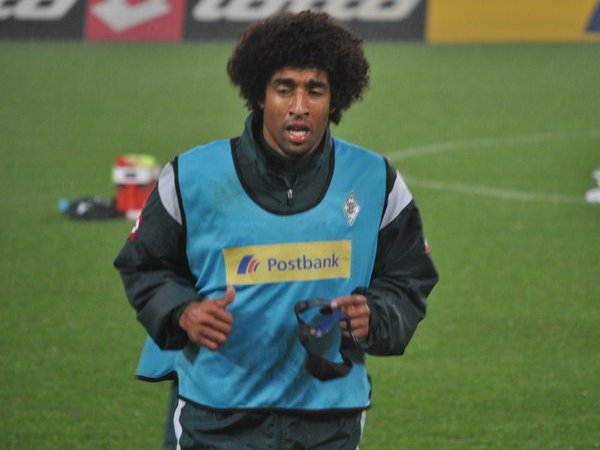
Dante treinando pelo Mönchengladbach em 2011

Dante assinou com o Borussia Mönchengladbach em 27 de dezembro de 2008 por um valor não revelado, assinando um contrato com o clube até o verão de 2013. Dante fez a sua estreia pelo clube em 20 de março de 2009, contra o Bochum. Seu primeiro gol pelo clube foi no dia 11 de abril, em uma derrota por 2–1 para o Wolfsburg, graças ao gol do defensor Sascha Riether do time adversário. O brasileiro marcou mais um gol contra o Energie Cottbus em 13 de maio, depois de um cruzamento do meia Marko Marin para dar ao clube a vitória por 1–0 aos 46 minutos do segundo tempo.  Na última partida da Bundesliga 2008-09 no dia 23 de maio de 2009, Dante marcou o único gol do Gladbach no empate de 1–1 com o Borussia Dortmund, um ponto que fez com que o clube evitasse o rebaixamento imediato.
No jogo de abertura da Bundesliga, no dia 9 de agosto de 2009, Dante recebeu um cartão vermelho por uma entrada perigosa, o que fez com que o Mönchengladbach perdesse a vantagem de 3–0 contra o Bochum e empatasse o jogo por 3–3. Ele marcou seu primeiro gol da temporada em 31 de outubro, jogando em casa aos 31 minutos do segundo tempo empatando em 2–2 e depois seu companheiro Rob Friend fez um gol aos 37 minutos dando a vitória a sua equipe diante do Hamburgo por 3–2. Em 9 de abril de 2010, Dante cabeceou ao gol depois de uma cobrança de falta de Juan Arango resultando em uma vitória por 2–0 contra o Eintracht Frankfurt.
A temporada 2010–11 provou ser mais uma campanha difícil para o Gladbach. Dante só foi destaque em 17 jogos do campeonato, consequência de lesões persistentes e ao fim o clube terminou em 16º lugar, necessitando jogar as play-off contra o terceiro colocado da 2. Bundesliga (segunda divisão alemã). Ele jogou os 90 minutos completos nos dois jogos da play-off contra o Bochum, o Borussia Mönchengladbach conseguiu uma vitória por 2–1 no placar agregado e permaneceu na primeira divisão alemã.
Na temporada seguinte mostrou um Dante muito mais incisivo e jogando como destaque em 38 jogos em todas as competições, jogando os 90 minutos completos em cada jogo. Em janeiro de 2012, Dante deu a entender que ele poderia deixar o clube antes do término do seu contrato (junho de 2014), revelando à imprensa que desejava jogar por um clube de topo na Alemanha, destacando o Bayern de Munique, o Borussia Dortmund e o Bayer Leverkusen. Dante desperdiçou um pênalti nas semifinais da DFB-Pokal de 2011–12 onde o clube perdeu por 2–4 nos pênaltis para o Bayern de Munique em 21 de março de 2012.

### Bayern de Munique
Em abril de 2012, foi noticiado que Dante iria jogar pelo Bayern de Munique a partir da próxima temporada. A negociação com o Gigante da Baviera foi concretizada no dia 26 de abril, por um valor de 4,7 milhões de euros.
Dante conquistou seu primeiro título com o Bayern no dia 12 de agosto: a Supercopa da Alemanha. Na ocasião, o brasileiro foi titular na vitória por 2–1 contra o Borussia Dortmund na Allianz Arena. Dante voltou a levantar um título no dia 6 de abril de 2013, desta vez o do Campeonato Alemão, de forma antecipada. Já no dia 23 de abril, o jogador deu um passe de cabeça para o atacante Thomas Müller, que abriu o placar na goleada por 4–0 sobre o Barcelona, válida pela Liga dos Campeões.
Na final, diante do Borussia Dortmund, uma consagração dupla do zagueiro: além do título europeu, Dante correu o risco de ser tido como o "vilão" da partida, depois de cometer o pênalti, convertido por İlkay Gündoğan, que empataria o jogo e, virtualmente, levaria o jogo à prorrogação. Após o título da Copa da Alemanha, mesmo estando a serviço da Seleção Brasileira, Dante gravou um vídeo cantando uma canção de autoria própria e postou no YouTube. O vídeo, que celebrou a tríplice coroa (Bundesliga, Liga dos Campeões e Copa da Alemanha) ganha pelo time bávaro, foi visto mais de 1 milhão de vezes.[carece de fontes?]

### Wolfsburg
Depois de deixar o Bayern, Dante acertou com o Wolfsburg no dia 30 de agosto de 2015.

### Nice
Em 22 de agosto de 2016, foi anunciado como novo reforço do Nice, da França.
Na temporada 2021–22, seu clube alcançou a final da Copa da França, mas acabou perdendo o título para o Nantes.

## Seleção Nacional
Em 22 de janeiro de 2013, na primeira convocação de Luiz Felipe Scolari no seu retorno à Seleção Brasileira, Dante foi chamado. Pouco conhecido pelos brasileiros, o zagueiro fez sua estreia já como titular ao lado de David Luiz, diante da Seleção Inglesa, no dia 6 de fevereiro, em Wembley. Depois da partida, o técnico aprovou sua estreia, mesmo tento perdido por 2–1. Com isso, acabou sendo convocado com frequência em amistosos do Brasil.
O jogador chegou a ser cogitado para defender a Bélgica e a Alemanha, que desejava contar com ele na Copa de 2014. Dante, aliás, já havia externado seu sonho de atuar pela Seleção Brasileira.
Convocado para a Copa das Confederações, Dante brincou com o anonimato do qual gozava em solo brasileiro. Segundo o zagueiro: "Até a última vez que fui ao Brasil, estava tranquilo. Na rua, só algumas pessoas reconheciam. Vamos ver agora que estou na Seleção." Nesta competição marcou seu primeiro gol pela Seleção na partida contra a Itália, no dia 22 de junho. A partida foi realizada na Arena Fonte Nova em Salvador, sua cidade natal.
Convocado para a Copa do Mundo, substituiu Thiago Silva na partida semifinal contra a Alemanha em 8 de julho, partida esta que ficou conhecida como Mineiraço. Depois desse jogo, que terminou 7–1 para Alemanha, o jogador nunca mais foi convocado para a Seleção.

### Estatísticas
| Brasil | Brasil | Brasil |
| Ano    | Jogos  | Gols   |
| ------ | ------ | ------ |
| 2013   | 10     | 2      |
| 2014   | 3      | 0      |
| Total  | 13     | 2      |

### Todos os jogos pela Seleção
| Nº | Data                   | Competição             | Local                |        | Placar | Adversário    | Gols |
| -- | ---------------------- | ---------------------- | -------------------- | ------ | ------ | ------------- | ---- |
| 01 | 6 de fevereiro de 2013 | Amistoso               | Londres (ING)        | Brasil | 1 — 2  | Inglaterra    | —    |
| 02 | 21 de março de 2013    | Amistoso               | Genebra (SUI)        | Brasil | 2 — 2  | Itália        | —    |
| 03 | 9 de junho de 2013     | Amistoso               | Porto Alegre (BRA)   | Brasil | 3 — 0  | França        | —    |
| 04 | 22 de junho de 2013    | Copa das Confederações | Salvador (BRA)       | Brasil | 4 — 2  | Itália        | 1    |
| 05 | 26 de junho de 2013    | Copa das Confederações | Belo Horizonte (BRA) | Brasil | 2 — 1  | Uruguai       | —    |
| 06 | 14 de agosto de 2013   | Amistoso               | Basileia (SUI)       | Brasil | 0 — 1  | Suíça         | —    |
| 07 | 7 de setembro de 2013  | Amistoso               | Brasília (BRA)       | Brasil | 6 — 0  | Austrália     | —    |
| 08 | 12 de outubro de 2013  | Amistoso               | Seul (CDS)           | Brasil | 2 — 0  | Coreia do Sul | —    |
| 09 | 16 de novembro de 2013 | Amistoso               | Miami (EUA)          | Brasil | 5 — 0  | Honduras      | 1    |
| 10 | 19 de novembro de 2013 | Amistoso               | Toronto (CAN)        | Brasil | 2 — 1  | Chile         | —    |
| 11 | 5 de março de 2014     | Amistoso               | Joanesburgo (AFS)    | Brasil | 5 — 0  | África do Sul | —    |
| 12 | 3 de junho de 2014     | Amistoso               | Goiânia (BRA)        | Brasil | 4 — 0  | Panamá        | —    |
| 13 | 8 de julho de 2014     | Copa do Mundo          | Belo Horizonte (BRA) | Brasil | 1 — 7  | Alemanha      | —    |

## Títulos
Lille
- Copa Intertoto da UEFA: 2004

Standard Liège
- Campeonato Belga: 2007–08 e 2008–09
- Supercopa da Bélgica: 2008

Bayern de Munique
- Supercopa da Alemanha: 2012
- Bundesliga: 2012–13, 2013–14 e 2014–15
- Copa da Alemanha: 2012–13 e 2013–14
- Liga dos Campeões da UEFA: 2012–13
- Copa Uli Hoeneß: 2013
- Supercopa Europeia: 2013
- Copa do Mundo de Clubes da FIFA: 2013

Seleção Brasileira
- Copa das Confederações FIFA: 2013

### Prêmios individuais
- Melhor Zagueiro pela Associação dos Jogadores de Futebol da Bundesliga:[42] 2011–12, 2012–13 e 2013–14
- Melhor Zagueiro da Bundesliga pela revista The Kicker: 2012–2013